# Municipio de Liberty (condado de St. Francois)
El municipio de Liberty (en inglés: Liberty Township) es un municipio ubicado en el condado de Saint François en el estado estadounidense de Misuri. En el año 2010 tenía una población de 2232 habitantes y una densidad poblacional de 10,11 personas por km².

## Geografía
El municipio de Liberty se encuentra ubicado en las coordenadas 37°40′45″N 90°17′52″O / 37.67917, -90.29778. Según la Oficina del Censo de los Estados Unidos, el municipio tiene una superficie total de 220.83 km², de la cual 219,84 km² corresponden a tierra firme y (0,45 %) 0,99 km² es agua.

## Demografía
Según el censo de 2010, había 2232 personas residiendo en el municipio de Liberty. La densidad de población era de 10,11 hab./km². De los 2232 habitantes, el municipio de Liberty estaba compuesto por el 98,21 % blancos, el 0,13 % eran afroamericanos, el 0,18 % eran amerindios, el 0,09 % eran asiáticos, el 0,18 % eran de otras razas y el 1,21 % eran de una mezcla de razas. Del total de la población el 0,81 % eran hispanos o latinos de cualquier raza.